# F.C. København
Football Club København (eng. Football Club Copenhagen), poznat i kao FCK, danski je nogometni klub iz Kopenhagena. Domaće utakmice igra na stadionu Parken. Klub je nastao 1992. godine, spajanjem Kjøbenhavns Boldkluba (KB) i Boldklubbena 1903 i u svojoj kratkoj povijesti osvojio je 16 naslova prvaka Danske i 10 danskih kupova. U kratkom vremenu postao je najbolji i najuspješniji danski klub. Također, FCK je dvostruki osvajač ugašenog natjecanja Royal League koje je obuhvaćalo najbolje klubove skandinavskih zemalja. Prvo pojavljivanje u grupnoj fazi Lige prvaka dogodilo se sezone 2006./07. kada je København završio kao posljednje plasirana momčad skupine, unatoč niti jednom porazu u domaćim utakmicama. Istaknuti treba pobjede u grupnoj fazi nad Celticom (3:1) i Manchester Unitedom (1:0).
Stadion Parken prima 38.065 gledatelja i osim FC Københavna, utakmice na istome igra i Danska nogometna reprezentacija
FC København je jedan od klubova osnivača Europskog udruženja klubova. 

## Povijest
F.C. København iako nastao tek 1992. godine, ali u mnogočemu je to zapravo stari klub s dugačkom tradicijom. 1. srpnja 1992. spajanjem Kjøbenhavns Boldkluba (KB) (najstarijeg nogometnog kluba u kontinentalnoj Europi) osnovanog 1876. godine i 1903 Boldklubbena osnovanog 1903. godine nastao je F.C. København kakav danas poznajemo. Iste godine, u sezoni 1992./93. osvajaju svoj prvi naslov prvaka Danske. Osim dva naslova danskog kupa 1995. i 1997. godine momčad do sezone  2000./01. ne uspijeva osvojiti niti jedan naslov danskog prvaka. Napokon u istoj sezoni, FC Kopenhagen osvaja drugi naslov i najavljuje desetljeće dominacije u danskom nogometu u kojem osvaja još 5 naslova prvaka i 2 naslova danskog kupa. Od toga i dvije dvostruke krune  2004. te 2009. godine.  Od ostalih uspjeha izdvajaju se dva uzastopna naslova skandinavske Royal Lige (2005. i 2006. godine) do 2007. godine održavanog natjecanja najboljih klubova iz Danske, Norveške i Švedske te naslove dva danska superkupa.
Na europskoj sceni København bilježi značajnije pomake tek u novije vrijeme. Osim nekoliko polovično uspješnih europskih avantura bilježe se i prvi nastupi u najelitnijem nogometnom natjecanju u Europi. Nakon nekoliko neuspjelih pokušaja, momčad se 2006. godine plasira preko favoriziranog amsterdamskog Ajaxa u Ligu prvaka gdje u grupnoj fazi završava natjecanje na posljednjem 4. mjestu. U domaćim utakmicama osim remija protiv portugalske Benfice 0:0, bilježe dvije izvrsne pobjede protiv jakih protivnika, škotskog prvaka Celtica 3:1 te engleskog viceprvaka Manchester Uniteda 1:0. Sve gostujuće utakmice gube te sa 7 osvojenih bodova završavaju natjecanje na 4. mjestu što nije dovoljno za utješni plasman u Kup Uefa.

## Rivali
Od osnutka kluba, najveći rival je Brøndby IF koji dolazi iz zapadnog predgrađa Kopenhagena. Derbi se naziva "New Firm" i ujedno je i najveći nogometni derbi u Danskoj, ali smije se reći i u cijeloj Skandinaviji te ima simboličan značaj za navijače oba kluba. Dok se navijači FCK-a smatraju pripadnicima građanstva, navijači Brøndbyja se smatraju pripadnicima više radničke klase. Pozitivan rezultat između ova dva kluba je ipak na strani F.C. Københavna. Brøndby drži najveću pobjedu od 5:0 iz sezone danskog prvenstva 2004./05 dok najveća pobjeda F.C. Københavna datira iz 2009. godine rezultatom 4:0.
Od ostalih rivala u Danskoj valja izdvojiti AaB Aalborg i Ob Odense, rivale iz samog vrha danske lige.

## Navijači
København ima najviše navijača u Danskoj, ali i u cijeloj Skandinaviji. Brojke se kreću preko 20.000 registriranih navijača (podatak iz ožujka 2009. godine). Najbrojnija grupa navijača je ujedno i najstarija grupa se zove F.C. København Fan Club (FCKFC) te je osnovana 1991. godine. Postoji još nekoliko grupa koje su povezane s navijanjem za klub, a one su Urban Crew, Copenhagen Cooligans i Copenhagen Casuals. Najvjerniji navijači FCK-a se nalaze na tribini Nedre C. 
Prosječno utakmice Københavna pogleda 23,795 gledatelja.

## Stadion
København igra na stadionu Parken u Kopenhagenu koji je ujedno i stadion na kojem domaće utakmice igra Danska nogometna reprezentacija. Najveći je stadion u Danskoj i prima oko 38 065 gledatelja, a zanimljivost je da je sagrađen iste 1992. godine kada je osnovan FCK. Gradnja stadiona je koštala oko 85.300.000 €. Prije nego što je sagrađen Parken FCK je domaće utakmice igrao na Østerbro stadionu.
Najveća posjećenost na Parken stadionu bila je 41,201 gledatelja u utakmici protiv Brøndby IF-a, 30. travnja 2006. godine.

## Oprema i sponzori
København ima ugovor od 2004. godine s talijanskim proizvođačem sportske opreme Kappa, a sponzorski ugovor s najvećim danskim proizvođačem piva Carlsbergom na snazi je od 2001. godine. 

## Trofeji
- Danska Superliga
  - Prvaci (16 puta): 1992./93., 2000./01., 2002./03., 2003./04., 2005./06., 2006./07., 2008./09., 2009./10., 2010./11., 2012./13., 2015./16., 2016./17., 2018./19., 2022./23., 2024./25.
  - Doprvaci (7 puta): 1993./94., 2001./02., 2004./05., 2011./12., 2013./14., 2014./15., 2019./20.
  - Trećeplasirani (4 puta): 1997./98., 2007./08., 2020./21., 2023./24.
- Danski kup
  - Pobjednici (10 puta): 1995., 1997., 2004., 2009., 2012., 2015., 2016., 2017., 2023., 2025.
  - Finalisti (4 puta): 1998., 2002., 2007., 2014.
- Danski liga kup
  - Pobjednici (1 put): 1996.
  - Finalisti (2 puta): 2005., 2006.
- Danski superkup
  - Pobjednici (3 puta): 1995., 2001., 2004.

## Vanjske poveznice
- (engl.) Službena stranica
- FCKFC (F.C. København Fan Club)
- Urban Crew (ultrasi)
- Stranica kluba na UEFA.com